# Belluard Bollwerk International

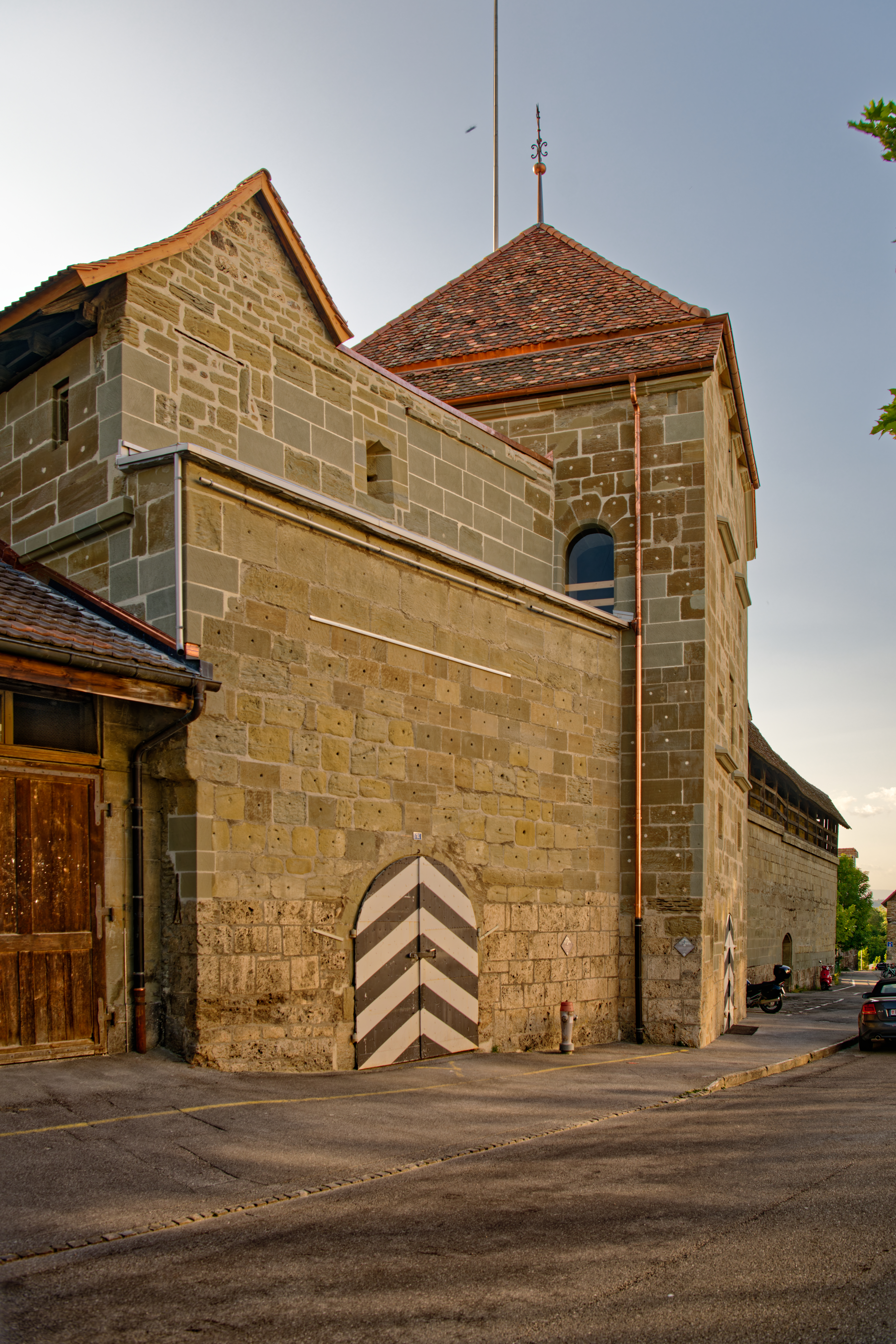
Sicht auf die Stadtseite des Bollwerks in Freiburg, Schweiz

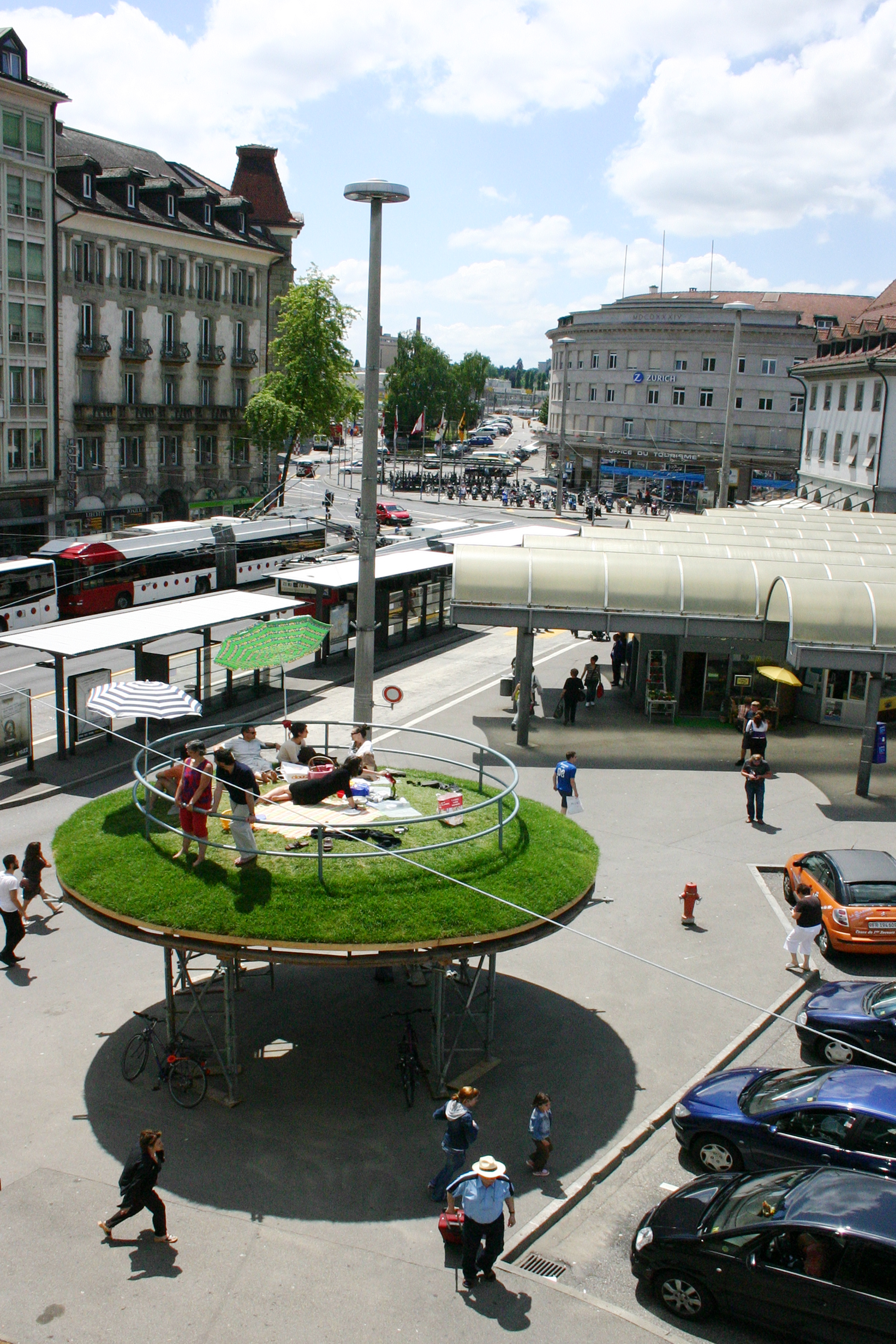
Interventionskunst von Christian Hasucha anlässlich des BBI 2008 auf dem Bahnhofplatz

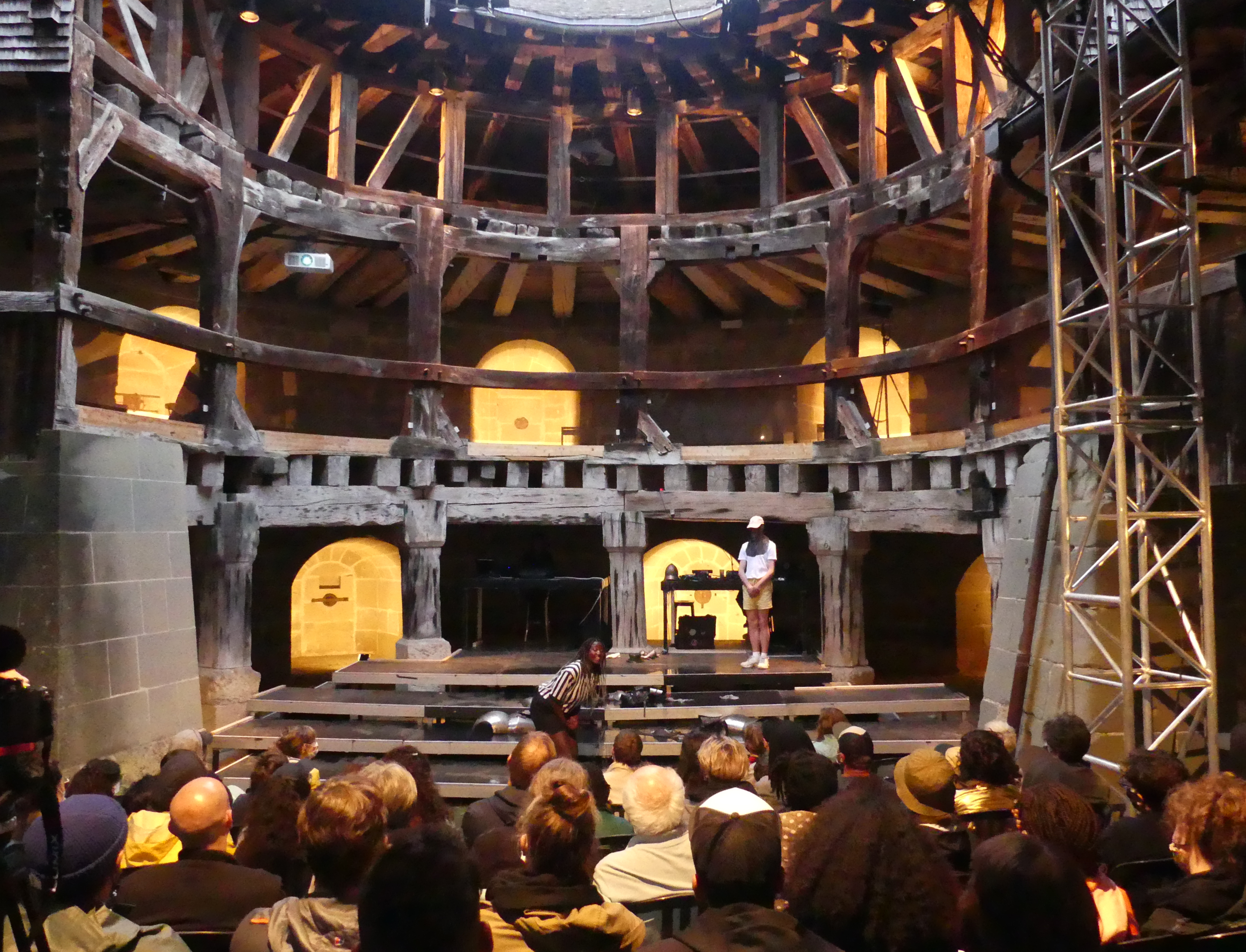
Davide-Christelle Sanvee mit ihrer Performance Être la forteresse am BBI 2021

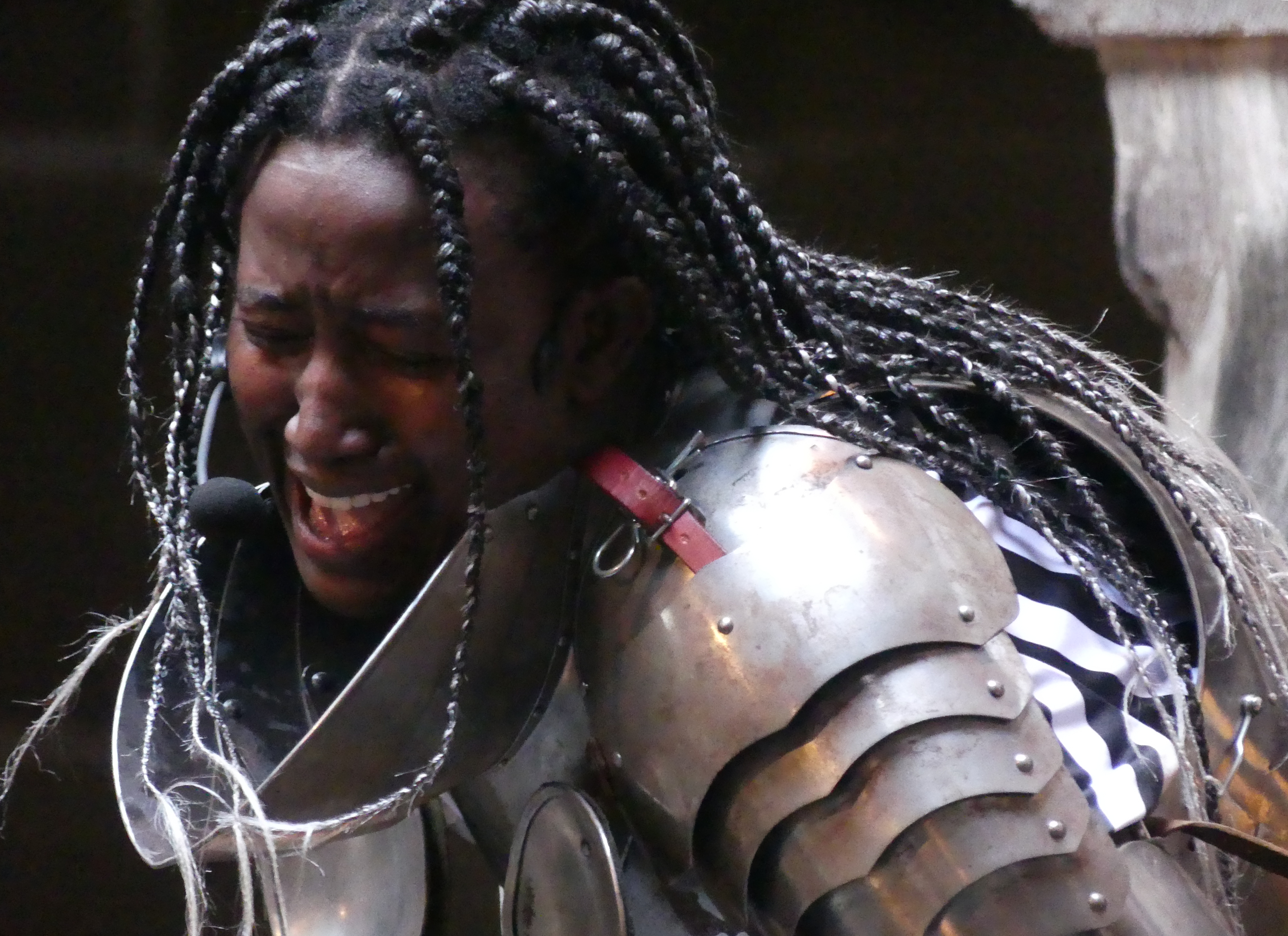
Detail der Schweizer Performerin Davide-Christelle Sanvee am BBI 2021

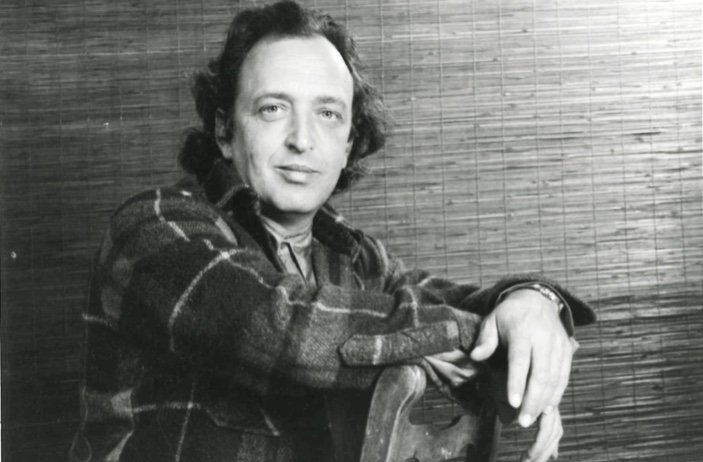
Michel Ritter

Das Belluard Bollwerk International (BBI) ist ein Festival für zeitgenössische darstellende Kunst in Freiburg im Üechtland, Schweiz. Jeden Sommer bietet es seit 1983 während zehn Tagen Gelegenheit, etablierten Kunstschaffenden und Talenten von morgen zu begegnen.
Das Festival versteht sich als Versuchslabor, das den interkulturellen Austausch anregt, die Kunstgattungen miteinander verbindet und das Publikum zum Nachdenken anregt. Angeboten wird ein breites Spektrum an Genres: Tanz, Theater, Performances, Installationen, Musik, Film und Video. Das Festival lebt Mehrsprachigkeit und bringt ein sprachgemischtes Publikum zusammen.
Das 30-Jahr-Jubiläum im Juni 2013 stand unter dem Motto «Future Nostalgia» und brachte damit zum Ausdruck, aus dem Rückblick Ideen für die Zukunft zu gewinnen. Neben den klassischen Formaten machte auch Unkonventionelles von sich reden: Retro-Videogames, ein riesiges Papierschiff mit echtem Kapitän, eine Katastrophenküche zum Mitmachen, ein Do-it-yourself Untergrund WiFi, eine Geheimgesellschaft oder die Geschichte der zukünftigen Vereinigten Staaten von Afrika. Im Jahr 2024 fand die 41. Ausgabe statt. Sie stand unter dem Motto «Lebenswut».

## Kunstverständnis des BBI

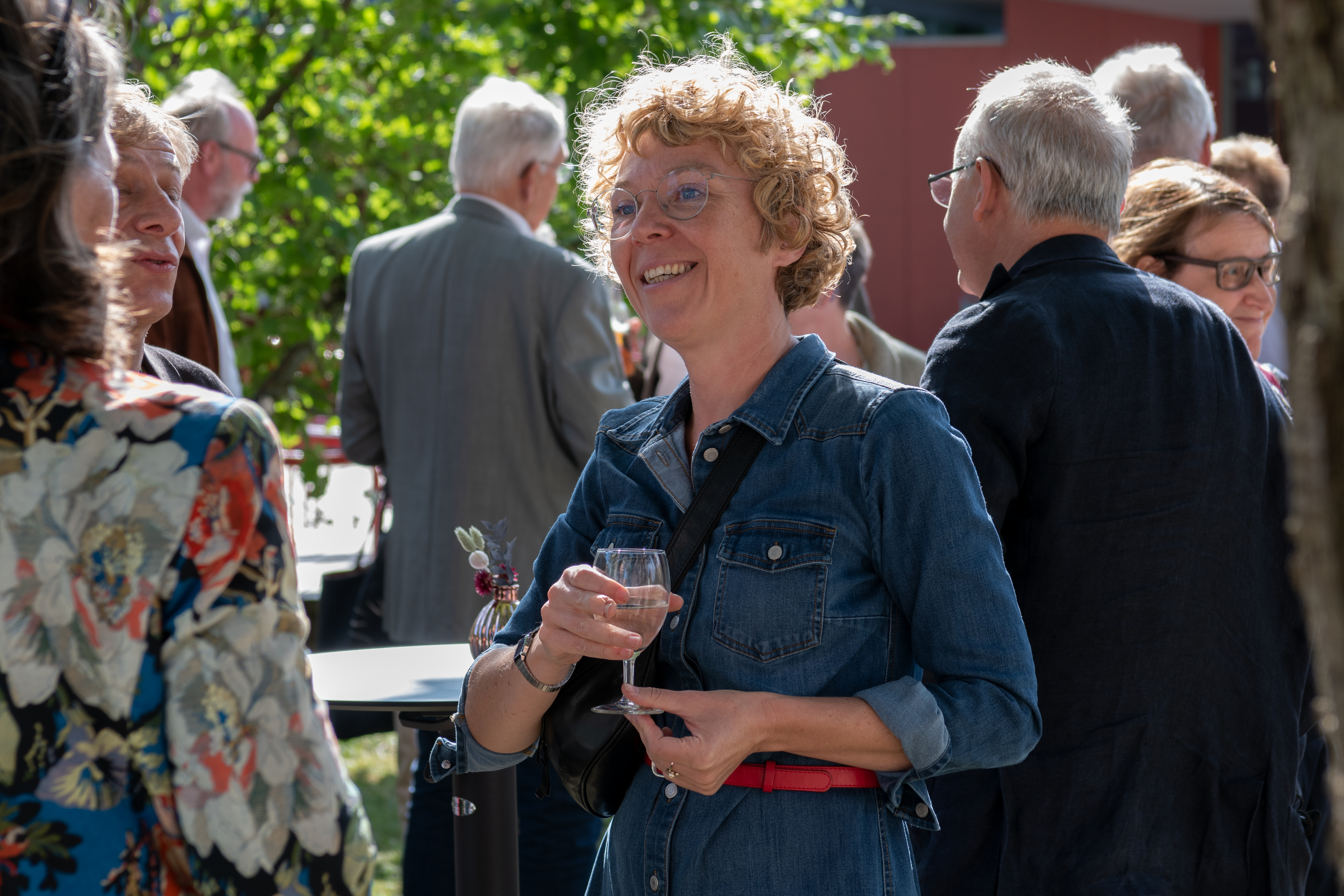
Sally de Kunst, Leiterin des BBI von 2007 bis 2013

Sally De Kunst, die von 2007 bis 2013 das BBI leitete, erklärt am Beispiel des Digging-Projekts von Kosi Hidama und Gosie Vervloessen, wie die Kunst, die sie mit dem BBI präsentierte, funktioniert. Die beiden Künstler gruben in ihrem Digging-Projekt in der BBI-Ausgabe von 2011 während mehreren Tagen ohne ersichtlichen Zweck, ausser dem des performativen Aktes als solchem, ein Loch im Park von Sainte-Thérèse in Freiburg. Dabei halfen viele Fachleute mit ihrem Wissen und ihren Erfahrungen bei der Vorbereitung des Projekts: der Stadtarchitekt mit seinem Team, das städtische Tiefbauamt, der Archäologische Dienst, das Institut für Geowissenschaften der Universität und viele andere. Und Personen verschiedenen Alters kamen am Loch vorbei, blieben stehen, halfen schaufeln, diskutierten. Das Digging Project ist laut Sally De Kunst ein Beispiel dafür, worum es bei der Kunst heutzutage gehen sollte: Sie sollte neue Verbindungen zwischen künstlerischer Tätigkeit und einer Reihe anderer menschlicher Aktivitäten schaffen, indem Künstler einen demokratischen öffentlichen Raum ausserhalb der traditionellen Kunsträume errichten; eine Zone der «Ununterscheidbarkeit» von Alltagsleben und Kunst, die einen Wissensaustausch ermöglicht und in welcher Kollektivität und Engagement neu bekräftigt werden können.
Ähnlich funktionierte das Projekt KITCHAIN in der BBI-Ausgabe 2009. Antonio Louro und Benedetta Maxia hatten im alten Zeughaus, das direkt ans Bollwerk anschliesst, eine modulare Küche eingerichtet. Ihr Konzept fokussierte auf das Ritual des Kochens und Essens als Auslöser für soziale Zusammenkünfte und den Austausch zwischen den Künstlern, dem Team, dem Publikum und anderen Beteiligten. Das BBI fungiert ebenso als Schnittstelle zwischen Kunst und Alltag, als eine Agora im eigentlichen Sinn. Diese Art von Kunst sei aber nicht zu verwechseln mit sozialen Projekten oder jener «Gemeinschaftskunst», die oft missbraucht werde, um soziale Mängel oder das Versagen der Sozialpolitik zu kaschieren, betont Sally De Kunst.

## Geschichte

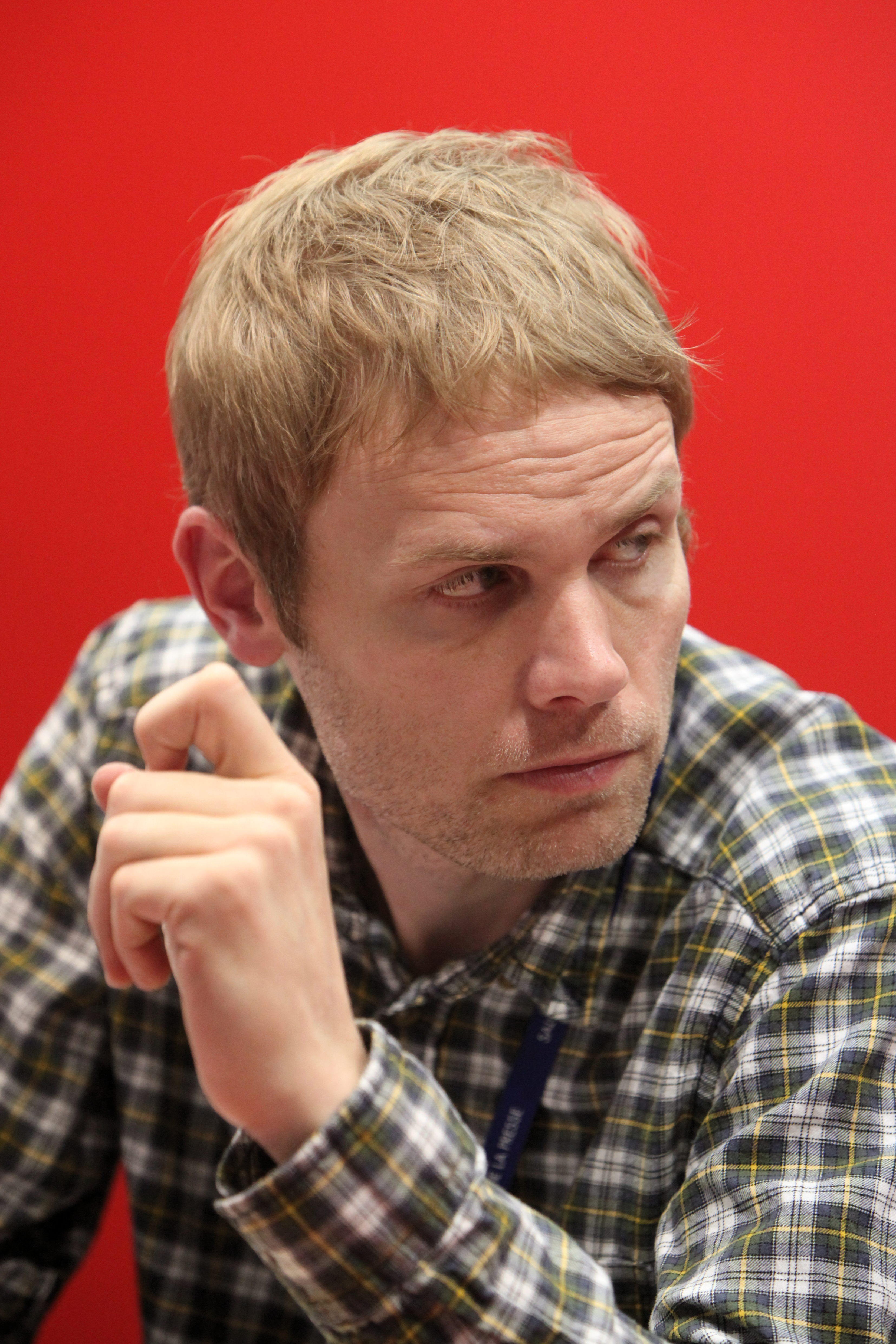
Gion Capeder, 2011

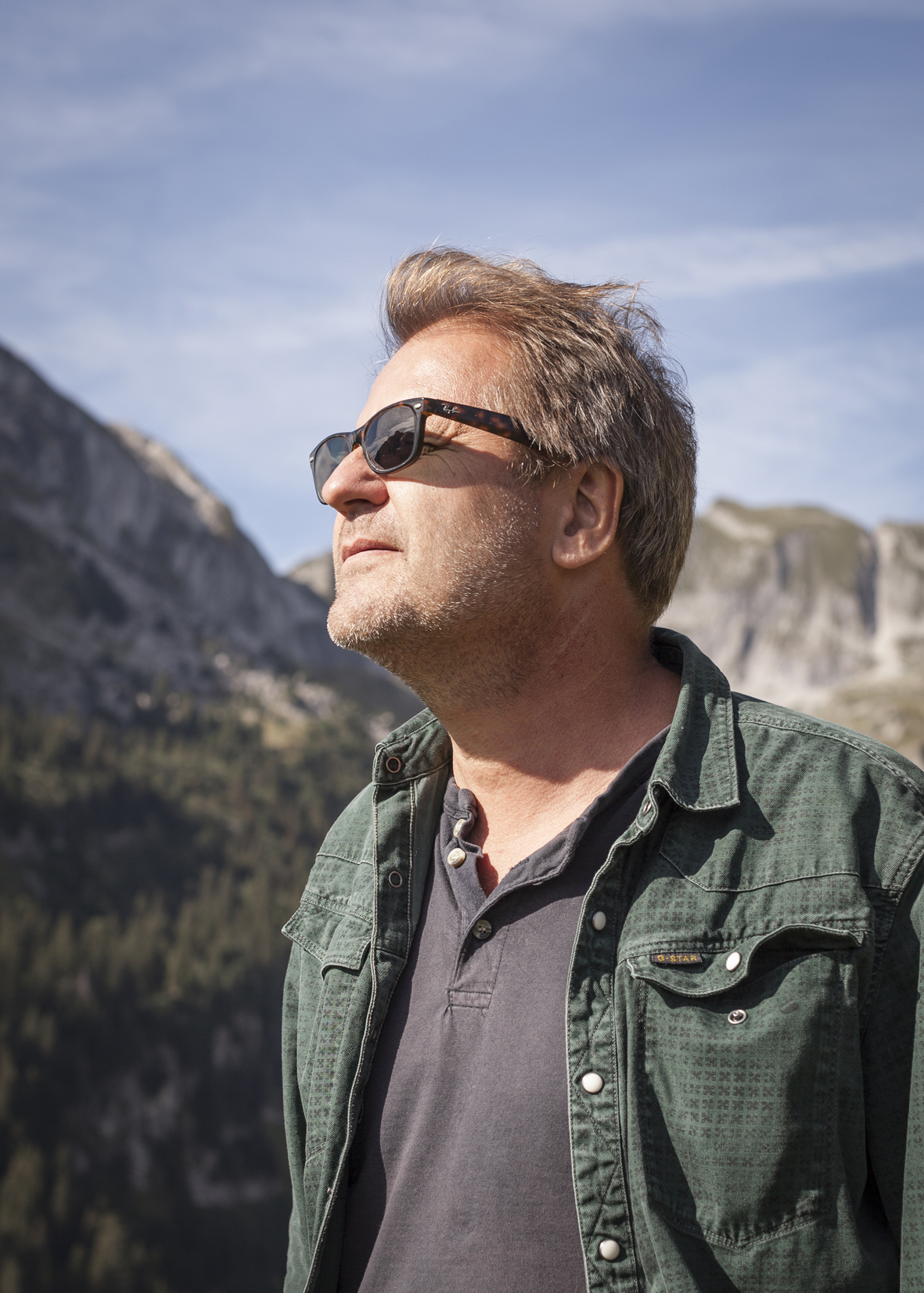
Stéphane Goël 2015

### Alternative Szene
Die 68-Bewegung rüttelte auch in der Schweiz an überkommenen Normen. Neue Kunstformen, oft auch hybrider Art, tauchten auf. Ihnen gemeinsam war ihre Subversivität oder Kritik an den verkrusteten Nomen der Bourgeoisie. Erwähnenswert ist unter anderem das avantgardistische Theater, die Performances und Installationen der plastischen Kunst und was man heute als Jazz, Rock und davon abgeleitete Musikrichtungen nennen kann. Diese bildeten zusammen in der Schweiz die alternative Szene, die ab den siebziger Jahren bedeutsam in Erscheinung trat. Mit ihr gingen auch Forderungen nach neuen Darstellungsmöglichkeiten einher. Kunst, die sich als ausserhalb der Nomen versteht, suchte, um sich ausdrücken und präsentieren zu können, nach Orten ausserhalb der Normen, wo sie von einem alternativen Publikum wahrgenommen werden konnte.
Das Aufkommen der alternativen Szene in der Schweiz fällt zusammen mit der Eröffnung autonomer Jugendzentren, die sich selbst verwalteten. Die Autonomie, die Selbstverwaltung, der Genossenschaftgedanke waren gewissermassen das Markenzeichen der alternativen Szene. Der Mangel an Lokalitäten führte zu Spannungen. Anfang der achtziger Jahre verhärtete sich die Toleranz gegenüber der alternativen Szene. Viele Projekte und Initiativen gingen in dieser Zeit ein. Als in Zürich ein Kredit von 80 Millionen Franken zugunsten der Oper gesprochen wurde, ging die Jugend auf die Strasse und machte Radau. Züri brännt warf schweizweit hohe Wellen. Auch in Basel, Genf, Lausanne (Lozan Bouge) oder Luzern, was man heute zusammenfassend als die Achtziger Jugendunruhen bezeichnet.
Freiburg hinkte kulturell hinter den übrigen Städten der Schweiz her. Ausser für die Universität und die Kantonsbibliothek hatte der Kanton nichts für Kultur übrig. Wirtschaftswachstum war das Gebot der Stunde. 1977 bezeichnete Pro Freiburg, einer der lokalen Kulturvereine, in seiner gleichnamigen Zeitschrift Freiburg als Kulturwüste. Denn abgesehen vom ärmlichen Kulturangebot in Freiburg fehle es sowohl an grösseren Räumen für Kulturanlässe als auch an einer angemessenen Kulturpolitik. Zwar gab es in Freiburg ein privat geführtes Theater, in dem manche Künstlerpersönlichkeiten auftraten oder auch Konzerte und Vereinsabende und Boxmatches stattfanden. Doch angesichts der bevorstehenden 500-Jahr-Feier des Kantons zum Beitritt zur Eidgenossenschaft wurde dieses Theater, das bereits einen Vertrag für die Nutzung bis 1984 unterzeichnet hatte, in Streitereien zwischen Privaten und der Gemeinde zugunsten eines Prestigeprojekts zerrieben und 1978 abgebrochen. Die Stadtregierung wollte ein Maison de Congrès bzw. ein Grand théâtre, das fortan konkurrenzlos sein sollte. Doch in einer Volksabstimmung schickten die Bürger dieses Projekt im April 1981 bachab. Die Stadt blieb ohne Theatersaal.
In der Freiburger Unterstadt entstanden kleine Projekte: eine alternative Buchhandlung, der Lindwurm, und das Theater am Stalden, das heutige Kellerpoche, wo Eigenproduktionen und Gastspiele (z. B. der Badener Claque, der Mummenschanz) in deutscher und französischer Sprache aufgeführt wurden oder Cabaretisten (Emil Steinberger, Franz Hohler, Maurice Chappaz) oder auch Jazz-Musiker auftraten. Weitere Alternativen kamen hinzu: der Jazz-Club La Spirale, die alternative Kunsthalle Fri-Art, der alternative Musikclub Fri-Son. Nach wie vor fehlte es der Stadt aber an Räumen für Kulturveranstaltungen, welche nicht in eine Kellerbühne oder in einen Discoclub passten. Schon 1977 hatte Pro Freiburg anlässlich der Debatte um das Grand Théatre vorgeschlagen, bestehende Infrastrukturen, z. B. das Bollwerk für die Kultur nutzbar zu machen. 1978 fand daraufhin die Triennale internationale de la photographie im Bollwerk statt. 1982 brachte der Choreograf Jean-Louis Kilcher Anna Fourage le réveil de mon aïeule perturbée auf die Bühne im Bollwerk. Eine Gruppe um Pierre-Alain Rolle und Klaus Hersche fanden schnell Freunde, die sich für die kulturelle Nutzung des Bollwerks interessierten.

### Gründung
In diesem Umfeld fand am 28. März 1983 die Gründungsversammlung der Association Belluard Bollwerk 83 statt, wie sich der Verein anfänglich nannte. Man wollte die Befestigungsanlage, das Bollwerk, für kulturelle Veranstaltungen nutzen. Alle Gründungsmitglieder erklärten sich bereit, mit dem Direktionskomitee zusammenzuarbeiten. Dieses hatte die Aufgabe, die allgemeine Ausrichtung des Vereins zu formulieren, die künstlerische Leitung zu bestimmen, das Programm für den Sommer 1983 und die Budgets der Vorstellungen festzulegen. Zum Direktionskomitee gehörten zwölf Mitglieder, unter anderen Pierre-Alain Rolle, Klaus Hersche, Max Jendly. Die Bezeichnung Belluard Bollwerk 83 erhielt der Anlass von der mittelalterlichen Festungsanlage, in der die Veranstaltungen stattfanden. Der Verein stellte ein sechswöchiges Kulturfestival in der Hauptstadt auf die Beine. Im Angebot standen Tanz, Rock, Jazz, Elektro, Klassische Musik, akrobatisches Ballet, Oper, Gesang, Clownerie, Theater, Film, Performances und Mischformen. Darunter waren nebst lokalen auch national bekannte Künstler. Der Erfolg übertraf alle Erwartungen.

### Fortsetzung
Aufgrund des erfolgreichen ersten Festivals beschlossen die Organisatoren, jährlich weitere Ausgaben zu organisieren. Dieser Rhythmus zwang dazu, das Festival regelmäßig zu hinterfragen und sich der Ziele immer wieder zu vergewissern. So schafften es die Organisatoren, gegenüber der Kreativität offen zu bleiben, um zu vermeiden, dass das Festival zu einem Ort des reinen Konsums von beklatschten Spektakeln wurde. Der Fokus blieb stets auf derm zeitgenössischen Schaffen: Es gab immer Werke, die sich der Kritik aussetzten, die in Frage stellten und Risiken eingingen. Das Publikum wuchs von Jahr zu Jahr, oft begeistert, manchmal auch zweifelnd und bangend ob der Abenteuerlust des Bollwerk-Festivals. Damit einher ging ein wachsender Ruf und internationale Resonanz.
Für die 13. Ausgabe des Festival war eine künstlerische Kommission verantwortlich, bestehend aus Catherine Hess, Gabrielle Gawrysiak, Klaus Hersche und Michel Ritter. Vertreter des Kulturfestival betonten, dass das Festival ein breites Publikum ansprechen wolle, aber auch keine Konsum-Veranstaltung, sondern mehr eine Plattform für Künstler sein solle. Das Festival gab sich einen neuen Namen. Fortan hiess es «Belluard Bollwerk International» (BBI). Thema der 13. Ausgabe war die Frage: «Wie fern liegt die Schweiz?» Diese Frage entsprang der Beobachtung, dass viele Künstler nur ein Ziel hätten, nämlich die Schweiz zu verlassen, um anderswo künstlerisch zu arbeiten, erklärte Michel Ritter an der Pressekonferenz zum Auftakt der Veranstaltung. Wenn sie dann einmal weg seien, würden sie die Schweiz immer wieder zu ihrem Thema machen. Und wenn sie einmal etabliert seien, würden sie am liebsten wieder zurückkommen.
Für den Erfolg des BBI waren laut Klaus Hersche verschiedene Aspekt entscheidend. Dazu zähle, die Grundprinzipien künstlerischer Vermittlung beharrlich zu verfolgen, aber stets auch zu hinterfragen. Hinzu komme die kollektive Arbeit im Organisationsteam unter Einbezug zahlreicher Akteure. Ab 1991 wurde die künstlerische Leitung regelmässig auswärtigen Kuratorinnen und Kuratoren übertragen, um immer wieder neuen Wind ins Programm zu bringen. Ausserdem sei die Überschaubarkeit und Nähe in Freiburg stets als Chance für das Experimentieren genutzt worden. Darüber hinaus konnten immer wieder Künstlerinnen und Künstler, die am Anfang ihrer Karriere standen, für das BBI gewonnen werden. Und renommierte Künstler, die sich das BBI heute nicht mehr leisten könnte, blieben dem BBI treu. So entstand auch ein internationales Netzwerk. Und nicht zuletzt sei auch die ständige Auseinandersetzungen mit jenen, die eine verdaulichere, volksnähere Kost wünschten, wichtig, um die Kulturpolitik und das Kulturangebot der Saanestadt zu einem öffentlichen Anliegen zu machen.

## Historisches Bauwerk
Das Bollwerk (franz.: Belluard) ist eine alte Befestigungsanlage in der Stadt Freiburg. Erste Arbeiten, die der Verteidigung dienen sollten, datieren ins Jahr 1402. Im Jahr 1444 ersetzte man den Turm durch ein Bollwerk aus Holz. Um 1490 wurde die noch heute bestehende mit Sandsteinmauerwerk erbaute Festungsanlage errichtet. Damals nannte man diese Anlage Bollwerk-Turm (französisch: Tour du Boulevard). Im Jahr 1537 wurden zwei Geschosse abgetragen. In dieser Form steht das Bauwerk noch heute da. Ende des 19. Jahrhunderts schüttete man den umlaufenden Graben zu und errichtete neben dem Bollwerk das Zeughaus. Das Patriziat im Ancien Regime nutzte die Bollwerk-Anlage unter anderem als Gefängnis und für Hinrichtungen. Der Bollwerk-Turm, den man inzwischen einfach Bollwerk nennt, ist zusammen mit dem grösseren Munot in Schaffhausen die einzige noch aufrecht stehende Verteidigungsanlage dieses Typs in der Schweiz.

## Künstlerische Leitung
- 2025: Elisa Liebsch[13]
- 2020–2024: Laurence Wagner
- 2013–2019: Anja Dirks[14]
- 2007–2013: Sally De Kunst[15]
- 2004–2007: Gion Capeder, Stéphane Goël
- 2000–2003: Olivier Suter
- 1998–1999: Olivier Suter, Klaus Hersche
- 1997: Nikki Milican, Cis Bierinckx
- 1996: Freiburger Programmkollektiv
- 1995: Rob La Frenais
- 1994: Nikki Milican
- 1993: Cis Bierinckx
- 1992: Anne Biéler, Claude Ratzé
- 1991: Andres Morte, Marcelli Antuñez, Dirk Seghers, Boris Nieslony
- 1990 Claudia Buol, Silvie Lieberherr, Edith Mägli
- 1989: keine Ausgabe
- 1988: Klaus Hersche, Gabrielle Gawrysiak
- 1987: Patrice Zurich
- 1986: Michel Ritter
- 1983–1985: Freiburger Programmkomitee